# ゴッドハンド輝
『ゴッドハンド輝』（ゴッドハンドてる）は、山本航暉による日本の漫画、およびそれを原作としたテレビドラマ。天碕莞爾が原作協力・構成監修を務めている。

## 概要
「ヴァルハラ」と呼ばれる病院を舞台に、外科医・真東輝の成長を描いた医療漫画。『週刊少年マガジン』（講談社）2000年33号に読切として掲載され、2001年16号から2011年45号まで連載された。番外編として2012年8号から2012年11号まで「神々の双璧」、2012年17号から2012年19号まで「神々の約束」が短期集中連載されている。
2018年11月23日から2019年1月15日にかけて、作者によりオンライン漫画サイト『マガポケ』（講談社）において新シリーズの連載が決定したとして、支援のための「マンガ「ゴッドハンド輝」新時代プロジェクト」と題したクラウドファンディングが行われ、目標金額400万には届かなかったものの、147人の支援者より2,821,500円を得ることに成功。しばらくの間動きがなかったが、2019年末から2020年にかけて世界的に感染が広がり問題となっていた新型コロナウイルスとの戦いをテーマとした新作『ゴッドハンド輝 〜沈黙のコロナ2020〜』が発表され、週刊少年マガジン本誌において2020年第29号から2020年32号まで4週連続で掲載された。
『週刊少年マガジン』の看板漫画の1つで、単行本第1巻から第58巻までの累計発行部数は900万部を記録している。2009年にはTBS系でテレビドラマ化された。
手術の場面で登場人物が着用するマスクが透けて描かれることが多く手術中でも登場人物の顔全体の表情が分かるのが特徴である。
主に外科を題材としているが、他の医療漫画では取り上げられることが少ない麻酔科医・整形外科医・形成外科医といった医師にも焦点が当てられている。また、医療漫画には珍しく経営者の視点から物語が描かれることも多く、医師不足による医療崩壊や経済的な問題にも触れている。
『週刊少年マガジン』で連載された漫画の中では『はじめの一歩』『シュート!』『コータローまかりとおる!』に次いで連載期間が長い。単行本は講談社コミックスから全62巻が刊行されている。

## あらすじ
名医が集い、「ヴァルハラ」と称される安田記念病院。そこに赴任した新米外科医・真東輝（以下「テル」と表記）は、伝説のゴッドハンド・真東光介の息子だった。
テルは、外科部長・北見柊一の指導や、ライバル・四宮慧との競い合いを経て医師として成長し、患者との「二人三脚の医療」、そして父のようなゴッドハンドを目指していく。

## 登場人物

### 安田記念病院

#### 外科医（メッサー）
真東輝（まひがし てる）
本作の主人公。私立J大の医学部を卒業後、ヴァルハラに着任した外科医。病院スタッフや患者からも「テル」「テル先生」と名前で呼ばれ、名字で呼ばれることは稀。医師になって以来、研修期間も含めて患者の死に1度も直面したことがないという「絶対的天運」を持ち、加えて患者の生命の危機に直面した際には天才的な能力を発揮する。
胸にある手形の痣が特徴。普段はドジな面が目立つが、真っ直ぐでひたむきな性格から多くの人に愛されている。特に子供や老人から好かれやすいが、女性から異性として扱われることは少ない。
趣味はプラモデル作りとラーメンを食べることで、苦手なことは片付け。幼少の頃に天下航空機事故に遭ったことがトラウマとなっており、高所恐怖症であり、「空を飛ぶ乗り物」や「強い空気抵抗を受ける乗り物」に弱いため、バイク等も苦手。また事故の際に、父親が命がけで自分を助けたことや、事故直後には生きていたのに救助が間に合わず助からなかった子供の死に直面したことなどから、長い間、無意識に自分が生きていることを許せずにいた。
事故直後はショックから引きこもりの生活を送るも、叔母に支えられ、明るさを取り戻す。そのため叔母のことは大人になった今でも母のように感じている。
両親の離婚が幼い頃であったため、実母のことはあまり覚えていなかったが、父の死後にも一度も会っていなかったことから、ずっと捨てられたと思っていた。だが、後に誤解と判明し、和解。叔母も実母もどちらも母親だと思うようになる。
身長161.5cm、体重54kg。12月11日生まれで、血液型はB型。男性としては比較的小柄かつ極端に童顔でもあり、大学1年の綾乃の弟に「タメかと」言われたことがある。
「沈黙のコロナ2020」では、看護師の佐倉綾乃と結婚し、1児の父となる。
北見柊一（きたみ しゅういち）
外科部長で、テルの指導医。専門は心臓外科。
かつてT大の医学部で「20年に1度の逸材」と称された人物で、T大講師を務めていたときに安田の手術を見て衝撃を受け、彼に誘われてヴァルハラに着任した。手術ではいかなる時でも沈着冷静で、その様子から「氷凍（こおり）のメス」という異名を持つ。
ロングヘアーが特徴的。また、左肘関節には交通事故による柊形の大きな傷跡がある。学生時代には目つきの悪さと転校続きという事情からよく因縁をつけられており、そのため現在でも腕っ節は強い。身嗜みに特に気を使っており、家には高級ネクタイが365本ある。
身長182cm、体重76kg。9月16日生まれで、血液型はA型。ヴァルハラには彼目当ての女性患者も訪れているが、北見自身は独身であり、作中でもたびたび彼の女性関係がネタになっている。当人はモテることを全く喜んでおらず、バレンタインに大量にチョコを贈られたりすると、目に見えてうんざりしている。ただし、看護師を敵に回す勇気はなく、ホワイトデーのお返しは欠かさない。また、安田を始めマイペースな医局員が多い上に真面目な性格から周囲からはテル以上に弄られ、振り回されている。
「沈黙のコロナ2020」では引退した安田に代わって院長職に就いており、統括外科部長も兼任している。
四宮慧（しのみや けい）
医療法人四瑛会を経営する四宮家の四男。T大で「北見の再来」と呼ばれた腕前を持つ外科医。四瑛会での英才教育を受けており、脳外科など経歴上は経験のない手術も四瑛会で密かに経験している。T大卒業後、ヴァルハラに着任する。T大で数々の伝説を持つ北見を個人的に篤く尊敬しており、指導医として付いた片岡のことは格下として扱っていたが、緊急手術で本当の力量を知り、態度を改める。
赴任当初は医師に必要なものは「技術」のみと考えており、患者も自分の腕を振るう「道具」としてしか見ていなかったが、自分と似た境遇をもつ患者と接したことで考えを改める。以降はテルをライバル視するようになり、現在では互いにライバルとして認識している。なお、テルよりも1歳年長ではあるが、「テル先生」と呼んでいる。逆に、テルからは「四宮」と呼び捨てにされ、「お前」呼ばわりされている（ただし、テルは北見のことも呼び捨てにしている）。
趣味はピアノ。幼少時にボヤを起こした過去を持ち、そのためかつては火を苦手としていたが、阪神・淡路大震災時の救急治療で克服した。
身長168cm、体重61kg。2月9日生まれで、血液型はAB型。
片岡貢（かたおか みつぐ）
慧の指導医。普段の手術は丁寧だが、緊急時では慧をも圧倒する速さを見せる。
かつてオーストラリアに留学していた際、現地の病院の外科部長に抜擢されかけたが、ヴァルハラの存在を知って日本に帰国し、ヴァルハラに着任した。現在、ヴァルハラの外科では一番のベテランで、過去には外科部長に推されたこともある。
温厚で心配性な性格。人柄はよく、献血の際には日本赤十字社から直々に指名を受けるほど。学会でも彼の論文に対する評価は高いが、本人は目立とうとしないため「論文残して名前残らず」と言われている。
趣味は釣りで、特技は手品。最近生え際の脱毛症が激しく、本人も気にしている。
「沈黙のコロナ2020」では外科部長に就いている。
身長168cm、体重73kg。11月25日生まれで、血液型はA型。既婚で、2児の父。
沖登志也（おき としや）
片岡に次ぐベテランの外科医。細かいミスや確認などに人一倍厳しく、「小言大王」の異名を持つ。
趣味は剣道とサッカー観戦で、剣道に関してはかなりの腕前を誇る。過去に勤めていた病院でホワイトデーに義理チョコのお返しを忘れて看護師に疎まれたことがあり、そのトラウマから、ヴァルハラでは毎年看護師に豪華なお返しをしている。作者にキャラ紹介をすっ飛ばされたり、病院ジャック犯にスタンガンをぶつけられたりなど、何かと酷い目に遭いやすいが、最も悲惨なのは女性関係であり、相手にされないどころか意識すらされないケースが多い。
身長179cm、体重78kg。11月12日生まれで、血液型はAB型。
藤井基樹（ふじい もとき）
ヴァルハラに派遣された研修医。テルにとっては初めての後輩になる。血液恐怖症というコンプレックスを抱えていたが、テルの叱咤激励で克服する。
研修期間の終了後、一旦は大学病院へ戻ったが、その後正式にヴァルハラに配属される。綾乃に一目惚れするが、すぐにテルとの関係を察して失恋する。
神矢翔子（かみや しょうこ）
四宮蓮の紹介でヴァルハラに着任した外科医。かつて羽鳥島で真東海清と共に医療に従事しており、海清を師匠と慕っている。そのため、当初は母親に会おうともしないテルを酷い人だと思っていたが、次第に彼の人柄に惹かれるようになる。
剣道の経験者で、沖をも上回る実力者。沖から思いを寄せられているが、当人は気づいていない。

#### 看護師
佐倉綾乃（さくら あやの）
本作のヒロイン。穏やかで世話好きな看護師。ヴァルハラに着任したテルと知り合い、早くから親しい仲となる。その後、恋仲に発展し、最終的には結婚式を挙げる。
テルとは早期から相思相愛の間柄であったが、なかなか関係が進展しないため周囲の人間からしばしばからかわれる。綾乃自身は恋愛に関して嫉妬深い一面を持っており、かつてテルに対して「冷たい笑顔」を振りまいたこともある。
5人姉弟の長子で、父は建設会社に勤務している。父親は長女の恋愛模様を複雑に思っており、かなり突っ慳貪な態度を取り続けていたが、弟妹らは最初から応援しており、テルが父に仕事の依頼をしに来た際、告白だと勘違いした挙げ句、拍子抜けのあまりに（他の看護師達とともに）テルを殴りつけている。趣味は通販で、北島三郎とプロレスのファン。時折周囲が呆気にとられる行動をすることがあり、作中でコスプレ用のナース服を買ったこともある。
「沈黙のコロナ2020」では、テルと結婚し、新型コロナウイルスの陽性反応になる中で懐妊が判明する。切迫早産で緊急帝王切開するも無事に出産し、1児の母となる。
身長161cm、3サイズはB92・W57・H88。4月15日生まれで、血液型はO型。
遠藤睦美（えんどう むつみ）
看護師主任。糸目が特徴の女性。「患者には苦しい表情を見せてはいけない」をモットーとする心優しい人物だが、テルのドジを厳しく叱るため、テルにとっては最恐の存在。綾乃が熱を出したことを隠して出勤した際には、目をつり上げて怒ったものの、令以子が怒鳴りつけた際には逆に宥めるなど、空気は読める性質。
身長164.5cm、3サイズはB83・W60・H79。1月2日生まれ。
佐野令以子（さの れいこ）
綾乃の先輩格の看護師。割と勝ち気。慧とは呑み仲間を経て、恋仲となるが、テルと綾乃に負けず劣らず、進展は遅い。また嫉妬深さも綾乃といい勝負で、慧の好みをよく理解している小学生の尊流に焼き餅を焼いたこともあった。
身長163cm、3サイズはB86・W58・H80。6月6日生まれで、血液型はA型。
栗田真穂（くりた まほ）
ポニーテールで眼鏡を掛けた看護師。好みの男性のタイプとして片岡を挙げており、本人曰く「髪の後退具合がいい」。
身長167.5cm、3サイズはB82・W59・H84。9月2日生まれで、血液型はA型。
桃瀬まのあ（ももせ まのあ）
北見に憧れている看護師。将来の夢として「外科部長夫人」を掲げているものの、同僚全員から「無理」だと言い切られた。
身長154.5cm。8月31日生まれで、血液型はAB型。
田井静恵（たい しずえ）
主にオペ看（手術時の看護師）を担当する看護師。手術の際に執刀医に器具を渡す「器械出し」のスペシャリスト。レンズの厚いぐるぐる眼鏡を掛けている。これは極端に視力が悪いわけではなく、手術着を着ると目元しか見えなくなるため描き分けられないという作者の都合によるもの。
身長161cm。3月20日生まれで、血液型はAB型。

#### 経営陣
安田潤司（やすだ じゅんじ）
安田記念病院院長。「黄金の左手」の異名を持つ天才外科医で、作中では日本で初めて子宮内胎児の手術を成功させている。
メガネを掛けたスキンヘッドの男性で、耳にはイヤリングを装着しており、輝が初対面時にヤクザと勘違いしたほどの強面。明るい性格で冗談を好み、部下をよくからかう。また看護師と茶飲み話をしたり、院長室でマンガサイトを巡ったりと、時折院長らしからぬ行動を見せる。
元々は「奇跡」を信じていなかったが、アメリカ合衆国で修行中に真東光介と出会い、以降「神の領域」を目指すようになる。光介とは出身大学が同じこともあり、「真東先輩」と呼んで尊敬している。しかし当初はその童顔ぶりから年下だと勘違いしていた。
身長178cm、体重64kg。3月3日生まれで、血液型はB型。趣味はパチンコ。妻子持ちであり、娘にはかなりの親ばかぶりを発揮している。
モデルは映像作家・漫画原作者の安田潤司で、名前もそのまま使用している。
「沈黙のコロナ2020」では院長職を北見に譲って引退し、引退記念世界旅行に出ている最中に新型コロナショックで旅行先から帰れなくなり、ケニアにて貧しい人達の新型コロナウイルスの治療を手伝っている時に感染、若い世代に後を託しつつ、死去した。
皇稜斗（すめらぎ りくと）
安田記念病院理事長。IT企業「SUMERAGI社」の会長で、「日本PC界の若き帝王」「日本のビル・ゲイツ」と称される男性。日本で5本の指に入る富豪。
KZ病院による買収事件を機にヴァルハラと関わるようになり、その後、ヴァルハラの理事長に就任。現在ではヴァルハラの経営に携わりつつ、「生命（レーベン）」や「3D電子カルテ」の開発を行い、ヴァルハラの医療に貢献している。
お茶目な性格で、「お茶目な天才」と呼ばれることもある。妻との間には一男一女がおり、このうち娘の櫻は安田の子宮内胎児手術の患者。
身長174cm、体重62kg。6月1日生まれで、血液型はO型。

#### 部長
岩永修（いわなが しゅう）
麻酔科部長で、「スリープマスター」の別名を持つ。当初はヴァルハラ唯一の麻酔科医だったが、韮崎・水島の加入に伴い麻酔科部長となる。
既婚者で、妻との間には子供が1人いる。一時、生活の維持と家族との時間の確保のためにKZ病院に移籍するが、テルの言葉と患者からの手紙によって「理想の医療」に気づき、ヴァルハラへ復帰する。そのために多忙な日々に戻ったことで、一時期妻は子供を連れて実家に帰ってしまっていたが、麻酔科医増員に伴い、戻ってきてくれた。ただし、個性の強すぎる部下たちには若干振り回され気味である。
身長175cm、体重65kg。3月19日生まれで、血液型はA型。実在する同名の麻酔科医が作者のホームページで漫画への出演権を得たため、本人の顔写真やプロフィールを参考に作られたキャラクターである。
船場聖樹（ふなば せいき）
形成外科部長。少女漫画に出てきそうな顔立ちをした、ハイテンションな男性。「美の伝道師」を自称しており、口癖は「ビュリホ〜」。
派手好きで、普段着もかなり派手。彼が在籍する形成外科部室には王宮のような装飾が施されている。
ふざけている様な言動が目立つが、本人は至って真剣で情熱的な信念を抱いており、かつて安田が自身をスカウトに来た際、地下の一室で自身の未熟さに対する怒りを叫んでいる姿を目撃し、今でも叫んでいるのではと思っている。
身長179cm、体重69kg。10月27日生まれで、血液型はA型。治療用として蛭を2匹飼っており、名前は「モンロー」と「マドンナ」。
市野沢律（いちのさわ りつ）
脳外科部長で、「ミクロの魔術師」の別名を持つ。
母方にドイツ人の血が流れており、素顔は美形だが、普段は女性避けのために眼鏡を掛けており、加えて口を菱形に開けている。ただし手術の時には眼鏡を外し、コンタクトレンズを着ける。
趣味はタップダンス。変人な一面もあり、普段からバルサミコ酢をはじめとした各種調味料を持ち歩いている。決まった時間に昼寝を取り、緊急時以外は絶対起きない。温泉マニアで、温泉に行く時は医者とバレないように変装している。
学生の頃、大きな脳腫瘍を患い、当時日本では摘出できる医者がいなかったため、母の母国であるドイツに渡ってそこの名医によって無事摘出手術が成功。以来、その名医に匹敵する技術を持つことを目指しており、当時の脳腫瘍を患っていた時の自身のレントゲンを自分の机に飾っている。
身長181cm、体重63kg。6月27日生まれで、血液型はAB型。
森実継（もり さねつぐ）
内科部長。院内一のダンディーな男で、口は悪いが気は優しい親分肌。テルとは仲が良く、北見に怒られているテルをフォローすることが多い。
NGOとしてザイールに赴任した経歴を持つ。そのためあらゆる現場に対応してきた経験があり、執刀は出来ないが、外科手術の助手の腕はかなりのもの。バツイチで、「俊継」という一人息子がいる。親権は元妻が持つが、時折会っている。
「沈黙のコロナ2020」では統括内科部長に就いている。
身長184.5cm、体重79kg。8月15日生まれで、血液型はO型。モデルはラグビー選手の森重隆。
小室匠（こむろ たくみ）
小児科部長。関西出身。流暢で面白いしゃべりで、多くの子供の笑顔を作り出す。
身長176cm、体重75kg。5月10日生まれで、血液型はO型。
千石勝利（せんごく かつとし）
整形外科部長。広島弁で話す。左頬に大きな傷跡がある。
河野雅之（こうの まさゆき）
産婦人科部長。安田が執刀医を務めた子宮内胎児の手術では、部下の有明友治と共に助手を担当した。

#### その他のスタッフ
韮崎洋平（にらさき ようへい）
麻酔科医。頭にバンダナを巻いた色黒の若手男性。バンダナは100枚以上所有しており、365枚を目指している。熊本弁で話す。辛子レンコンが好物。
身長186.5cm、体重82.5kg。7月31日生まれで、血液型はB型。
水島胡美（みずしま くるみ）
麻酔科医。韮崎と共に着任した若手女性。ややおせっかいな性格で、特に恋に関しては五月蠅く、北見の氷の視線にも全くめげずに、恋愛事情を聞き出そうとする。令以子の局部麻酔手術を担当中、「おねえさんに言うてみ？」と述べていたことから、綾乃たちよりは年上であるらしい。
身長159cm、3サイズはB85・W56・H84。6月12日生まれで、血液型はAB型。
青木和彦（あおき かずひこ）
整形外科医。お人よしで気の弱い若手男性。慧とは同い年で、彼と比べられることを一時疎ましく思っていたこともある。テルとは仲がいい。韮崎・水島を含め、テルや慧と共に若手グループとして、5人でつるんでいることも多々あり、テルが論文の締め切りに泣いた際には、全員で怒鳴りながら手伝っていた。
なお、手術の腕は未熟という位置づけであるが、重症多発外傷で搬送された患者の応急処置、気道確保をほぼ完ぺきにこなしており能力は非常に高い。
身長174cm、体重63.5kg。4月1日生まれで、血液型はO型。趣味はビリヤード。何回も彼女に振られており、現在も独身。
保田光輝（やすだ みつてる）
管理栄養士。食事をひと舐めしただけで、塩分濃度が分かるという舌を持つ。テルの偏りすぎた食生活にも度々釘を刺す。
あだ名は「モッさん」。落ち込んだら止められない性格。
和泉円（いずみ まどか）
ヴァルハラ唯一の女性臨床工学技士。回診や手術の時の機械操作を担う。
お嬢様のような見た目と口調をしているが、機械いじりが好き。
福村芙美子（ふくむら ふみこ）
外科の臨床薬剤師。医師や患者への薬剤処方に人一倍熱心な女性。子供の頃に薬の誤用で倒れた過去を持ち、その経験から薬剤師を志して今に至る。
三上政春（みかみ まさはる）
理学療法士。ヴァルハラ設立時からのメンバーの1人。
プロト・ぽてち・ピッツア・たぬきそば
皇グループが開発した犬型ロボット。行動や仕草は本物の犬を忠実に再現しており、患者の精神的な治療と癒しを目的としてヴァルハラで使用されている。たぬきそば以外の3体は皇グループの新型ロボットのテスト導入としてヴァルハラへ配備され、たぬきそばが物語中盤で追加された。
名付け親はテル。「たぬきそば」に関しては、電子カルテの展示会でテルがロボットの一体を「たぬきそば」と呼んでしまったのがインプリンティングされてしまい、初期化するのは勿体無いとしてそのまま「たぬきそば」と命名された。それ以外の3体は、せめて頭文字をPで揃えようという皇の意向が反映されている。
また、物語後半では四瑛会でもアップルなどの同様の犬型ロボットが使用されている。

### 四瑛会

#### 四宮家
四宮蓮（しのみや れん）
慧の三兄。四瑛館大学にトップで合格し、かつ首席で卒業した経歴の持ち主で、北見に匹敵する手術テクニックを持つ。手術室に音楽を流すという特異な手術方法のため、四瑛会には蓮専属の手術スタッフがいる。
表面上は優しいが、裏には冷酷な一面を持つ。しばしばお茶目でマイペースな言動を見せ、周囲を驚かせる。また帝王学を熟知しており、他人を手駒として動かすことに長けている。
幼少時にファロー四徴症を患っていたが、真東光介によって救われる。この縁から、光介とその息子のテルに執着を抱いている。
四宮凱（しのみや がい）
慧の父親で、四瑛会病院の会長。患者や医療行為よりも利益を優先している。
若い頃は真東光介をライバル視しており、三男・蓮のファロー四徴症の手術を成功させた光介に対抗して同じ手術を行ったが、失敗し患者を亡くしてしまう。その日に四男が誕生するが、凱が亡くした患者と同じ「慧」という名前を龍奉が命名したため、慧のことを自分の「敗北の象徴」として疎んでいる。
四宮魁（しのみや かい）
慧の長兄。自他共に認める凱の後継者で、「多くの医師を従える四瑛会の経営者」となるべく、手術と病院経営について学ぶため海外に留学した経験がある。
医師としては水準以上の腕前を持っているが、弟の蓮や慧には及ばず、その嫉妬心から長年にわたって2人のことを快く思っていなかった。一方で家庭ではよき父親であり、現在は四瑛会本家にある洋館で、妻や息子と共に暮らしている。
身長185cm、体重87kg。12月4日生まれ。
四宮烈（しのみや れつ）
慧の次兄。長髪を後ろで束ね、眼鏡を掛けている。
作中では凱や魁の指示を受けて行動することが多く、個人としてはあまり目立った動きはない。任されている病院が赤字に苦しんでいる模様。後に、慧や梢に恋仲の相手が出来てからは、独り身同士だと蓮からやたら優しくされるようになる。
四宮梢（しのみや こずえ）
慧の妹。四宮五兄妹の末っ子。向上心が強く、思ったことをはっきり口に出す点は慧と似ているが、慧よりも気さくな性格。
父の凱や長兄・魁、次兄・烈に対しては「傲慢で欲深い」と軽蔑しているが、四兄・慧とは親しく接している。兄と同様に子供の頃から医学の英才教育を受けており、診療知識は豊富だが、産科や内科を勧める父の意向に反して外科を専攻したため、四瑛会では手術以外の治療にはほとんど携わらせてもらえなかった。そのため、救急医療など実質的な経験は不足している。
父からは政略結婚目的で縁談をたびたび組まれるが、本人はこれを不服に思っている。
四宮龍奉（しのみや りゅうほう）
凱の父親で、慧の父方の祖父。四瑛会の総帥で、周囲には自分のことを「御前」と呼ばせている。
実子の凱とは折り合いが悪く、息子のことを見下している。一方で孫の蓮をバックアップしている。
四宮千栄（しのみや ちえ）
龍奉の母で、慧の父方の曾祖母。故人。慧からは「白いおばあちゃん」と呼ばれる。
「医は仁術」をモットーとした女医。四栄病院を運営する医師・四宮荘一と結婚し、個人病院に過ぎなかった四栄病院を総合病院「四瑛病院」へと発展させ、現在の医療法人・四瑛会の基礎を築いた。

#### 四瑛会竜宮病院
豊嶋元（とよしま はじめ）
四瑛会竜宮病院の外科部長。呑気な性格だが、全身科医を目指しており腕は確か。古武術の心得があり、それを応用した介護方法をテルに教える。
四宮家の親戚で、慧と懇意にしており彼を尊敬している。梢とは幼馴染で、後に恋愛関係となり最終的には結婚に至る。
物語終盤、蓮から四瑛会の九州統括部長に任命され、竜宮市を去る。その後、四瑛会病院本院の院長に昇進。
大成丹繕（おおなり たんぜん）
四瑛会竜宮病院の初代院長。儲け優先で患者を金づると考える、典型的な悪徳医師。
凱からヴァルハラ潰しを命じられて策を講じるが、皇グループが実態の調査に乗り出していることに気づいた蓮によって竜宮病院から追放される。その後は離島に転勤となっていたが、会長選挙に際して、龍奉や各病院長の前で、竜宮病院時代の失敗は凱の命令が大元であると証言する。
水沢徳之（みずさわ のりゆき）
四瑛館竜宮病院の二代目院長。大成の失脚を受けて院長に就任するが、ヴァルハラの影響もあり経営では苦戦を強いられている。

#### 四瑛会病院本院
蘭木長船（あららぎ おさふね）
蓮の秘書。
蓮とは幼稚園からの幼馴染で、公私の区別なく常に蓮のそばに控えて雑事をこなしており、蓮の手術時に流す音楽の選定・調達も行っている。蓮の言動にたびたび振り回されているが、蓮に対する忠誠心は揺るぎない。と同時に、自分がいなかったら蓮がどうなるのかと心配している一面もある。
四瑛会病院では、蓮が率いるエリート集団・手術部の部長を務めており、医師としての実力は高い。ちなみに実家は開業医で、兄がいる。
単行本では、初登場以来ほぼ毎回彼をネタにしたおまけ漫画が掲載されている。
乃木篤仁（のぎ あつひと）
外科医。第一医師。
蓮の側近で、当初は手術部に所属していたが、手術部と外科部の統合に伴い現在は外科部に所属している。蓮の指示で、留学生として四瑛会病院を訪れたテルの指導医となる。
桧山侑太（ひやま ゆうた）
若手外科医。
上司が四瑛会内部の派閥争いに敗れて左遷され、それに伴って受け持ち患者の手術ができなくされるという窮地に陥ったが、それを慧に救われて以降慧に心酔するようになる。その後、昇級試験で優秀な成績を挙げたにも関わらず、慧を慕っていることを凱に疎まれて不合格となってしまう。
実家は有馬温泉の旅館で、姉と妹がいる。
脇坂甚（わきさか じん）
医局長。元は外科部長だったが、手術部との統合でその地位を追われた。そのため、蓮や慧とは犬猿の仲。
四瑛会病院に留学してきたテルとは当初考えが合わず、テルが四瑛会病院で初めて手術に臨む際、麻酔医を除くスタッフを全て研修医にやらせるという嫌がらせを行ったこともある。
四瑛会病院に勤めていることを誇りに思っていたが、会長選挙の仕事のせいで本来の職務が出来ず自分の存在意義に悩んでいたが、若手医師の勉強会を見て初心を思い出して教鞭を取る。この行為が凱に知られて裏切りと見放されたため、慧達に身を寄せる。そして、次第にテルや慧の方針に共感するようになる。
後沢照久（ごさわ てるひさ）
外科医。第一医師で、その権力を盾に一般医師をいびっていた。腕前自体は優秀なのだが、特異な症例や長時間の執刀に適う技術を持ち合わせていないという欠点がある。
当初、脇坂と同様にテルや慧を嫌っていたが、手術の時の彼らの心強さから考えを改めるようになり、知人の子供の手術を自ら買って出た際に欠点の改善策を取ったことで手術が成功する。
恩田清隆（おんだ きよたか）
救急センター長。
四瑛会では長らく科の連携が取れていなかったため救急のみ慌しくなることが多く、他科の医師とは仲が良くなかったが、組織改革による外科との連携で状況が一変する。後の四瑛館竜宮病院の三代目院長に就任。
橘裕作（たちばな ゆうさく）
「神々の双璧」から登場した男性医師。四瑛会大学病院からの生え抜きで四瑛会病院に着任した新人。現在は後沢が指導医を務めている。自信過剰な面があり、そこを後沢に心配されている。

#### その他の四瑛会関係者
氏家吾郎（うじいえ ごろう）
四瑛館大学学長の次男。大学学長の座を狙っているが、凱の後任を決める会長選挙にも出馬する。
恩田道隆（おんだ みちたか）
四瑛会博多病院院長、兼北部九州責任者。
清隆の父親。患者優先の姿勢を持つ真面目な医師で、赤字の救急を煙たがっていた凱と対立していた。

### テルの親族
真東光介（まひがし こうすけ）
テルの父親。「怪物（モンスター）」と呼ばれるほどの手術テクニックを持つ、伝説のゴッドハンド。
P大病院に勤務していたが、四宮凱の策略により日本の病院から追放され、テルを連れて渡米。アメリカでは「真東」という苗字から「ドクター・イースト」と呼ばれ、多くの人命を救ったが、天下航空機事故で死亡する。自身が大怪我を負いながらも、心肺停止状態に陥ったテルを助けるため、死の直前まで心臓マッサージを施していた。
童顔で、実際の年齢よりもかなり若く見える。「怪物」という異名も、元々は上司が彼の年齢を知って驚愕したのが由来である。また私生活では、割とドジな面も多かったらしい。手術に際しては穏やかな表情であらゆる患者の笑顔を作り出していた。
身長175cm、体重61kg。4月30日生まれで、血液型はO型。
真東海清（まひがし みすみ）
テルの実母。羽鳥島に住み、島民の医療を一手に担う女医。神矢翔子からは師匠と慕われている。
光介と結婚してテルを生み、家族3人で暮らしていたが、テルが4歳のとき、光介の渡米に際して羽鳥島の島民を放っておくことができず、テルを光介に託し、日本に残る。光介とテルが飛行機事故に巻き込まれた際、本心ではすぐにでも駆けつけたかったが、同日に島で早産による緊急手術を行い、その予後に付き添っていたため、長く島を離れられずにいた。やっと様子を見にいけた時、既にテルは朱鷺子の元で笑顔を見せていたため、名乗る資格などないと会わずに去っていた。
蓑輪朱鷺子（みのわ ときこ）
旧姓は真東。光介の実妹で、テルの父方の叔母。天下航空機事故で父を亡くしたテルを引き取り、育ててきた。幼少の頃に海清と離れたテルにとっては母同然の存在。朱鷺子もまた、実子同然にテルを想っている。テルが引きこもっていた時期に、テルをかばって背中に大火傷を負い、今でも傷跡が残っている。
神奈川県横浜市在住。安田よりも年上であるが、実兄や甥と同じく童顔で、安田よりも若く見える。オレンジが好物で、テルへ救援物資を送る際には必ず入れている。また動物好きで、自宅には犬のモフをはじめ数種類の動物を飼っている。
テルが実母と再会出来ることを願っており、テルが朱鷺子に気を遣って海清に会おうとしなかった時には、「私に遠慮なんて10年はやい！」と激怒していた。
身長164cm。7月20日生まれで、血液型はO型。夫・善治は「探偵 五右衛門シリーズ」などで有名な小説家。夫婦に実子がいないことを、テルは自分のせいではないかと思い詰めていたが、夫曰く偶然であり、テルが来てくれて楽しかったと告げている。
テルに「叔母さん」と呼ばれるのが嫌だから、「朱鷺子さん」と呼ばせている。

### 医療関係者
秋月真澄（あきつき ますみ）
竜宮市外の病院「秋月診療所」の医師。テルに地域医療の大切さを教える。
蓮からは海清に並ぶ全身科医と称されており、テルからは自身の理想とする「二人三脚の医療」の体現者として目標視されている。
原田司（はらだ つかさ）
竜宮市の病院「原田内科医院」の院長の長男であり、自身も内科医。
大戸敬之（おおと たかゆき）
竜宮消防署に勤務する救急救命士。
患者の様子を細かく医師に伝えたり現場の状況を写真などに収めて説明する等、救命士としての行動力と使命感が高くヴァルハラの医師達からの評判も良い。
医師志望だったが、父が亡くなったため経済上の理由から大学進学を断念。その後、救急救命士となるが、当時担当していた地域にある評判の悪い病院の医師達の酷い対応によって医者に不信感を抱き、ヴァルハラの地域を担当した際、（酔った勢いで）テルを医者の七光りの息子だと思って馬鹿にしたことで喧嘩を起こしてこともある。後に停電の最中、患者を搬送したヴァルハラでの医師と看護師達の患者最優先の姿勢に感銘を受け、ヴァルハラには信頼を寄せている。
ケビン・ゼッターランド・久坂（ケビン・ゼッターランド・くさか）
KZ病院理事長。
日系三世。幼少時代は貧乏で、救急車の搬送を断られて母親を亡くす。その後、ゼッターランド家の養子になり、裕福な暮らしを送って医師となるが、同僚の安田から報酬目当てに手術を乱発することを非難され、患者からも必要性が低い手術をやらされたことで提訴されてしまう。
その後は医師を辞め、KZ病院の経営に専念。日本に進出し、ヴァルハラを乗っ取ろうとするが、皇や山下浩司の活躍によって失敗に終わる。その後、スキャンダルによって会員や医師が多く離れ、雨の中途方に暮れていて身体の急変で倒れていたところをテルに救われ、自身の愚かさにようやく気づく。現在はKZ病院を廃業して、アメリカで病院のコンサルティングを行っており、子供が産まれるなど幸せな生活を送っている。
札川久延（さねかわ ひさのぶ）
P大病院の第一外科助教授。瀧田に信頼されている真東光介のことを快く思っていなかった。教授の座を狙っていたが、致命的な執刀ミスが発覚して窮地に立たされるも、四宮凱に唆されて自身の執刀ミスをねつ造して光介に濡れ衣を着せて解雇させた上、瀧田に破門状を書かせて日本中の病院から追放する。その後、光介の無縫を真似て手術を行い患者には傷跡は残らないと説明したが、傷跡が残ったままだとクレームが相次ぎ、瀧田からとても教授に推薦出来ないと叱責される。
瀧田義國（たきた よしくに）
P大病院の外科教授。光介の腕を信頼していたが、札川の策略に遭い、渋々ながら光介を破門してしまう。後に光介を破門したことを後悔しており、また光介からは破門後も手紙が送られるなど尊敬されている。
塩飽栄徳（しわく えいとく）
T大の心臓外科教授。北見の才能を見抜き、次期教授を狙える名医に育てようとしていた。安田に北見を奪われまいとして、北見の担当患者の手術を試みるが、現場から離れていたブランクから不慮の事態に対応できず、自分の力不足を感じて北見を送り出す。
近江千影（おうみ ちかげ）
J大病院の外科医で、テルの研修医時代の指導医。テルのドジに苦労しながらも、テルの秘められた才能と天運をうっすらと感じていた。

### 患者
斎藤慎一（さいとう しんいち）
バイクレーサー。脾臓破裂でヴァルハラに入院し、この時テルは初めてインフォームド・コンセントを経験することになる。
退院後もたびたび登場。交際していた彼女・佳代（かよ）と結婚し、ヴァルハラで息子の疾太（はやた）が誕生した。現在は海外のレースに挑戦している。
桂木尊流（かつらぎ たける）
少年ピアニスト。肺炎でヴァルハラに入院していたとき、慧の弾くピアノに「自由」を感じ、彼になつくようになる。
後に、交通事故に遭って生死をさまよう重傷を負ったが、テルと慧の手術によって回復。この時、慧は患者に対して初めて「生きてくれ」と心の底から願い、患者の笑顔を望む本物の「医者」となった。
退院後も慧やテルとの交流は続いており、慧の家を訪れたこともある。
瀬川菜緒（せがわ なお）
中学時代、交通事故に遭った北見が搬送先の病院で出会った女子。左腕に重傷を負い、指先の機能が戻らない可能性があった北見に対してリハビリメニューを作り、彼の左腕の回復を助けた。
当時、原因不明の病気で入院していたが、後に北見の懸命な努力で病名が褐色細胞腫と判明し、医師の治療を受けて快復した。北見は彼女との出会いを通じて、医者を目指すようになる。
北見とは相思相愛だったが、北見の引っ越しに伴い、別離。現在は他の男性と結婚して姓も「咲坂」に変わっている。現在は二人の子持ち。
後に彼女の夫が重複癌でヴァルハラに入院することとなり、その際に北見は夫から「妻にとって特別な人」だと、少し嫉妬されていた。手術は北見が執刀し、無事成功している。この際、手術室担当の看護師である田井が実家に帰らねばならなかったため、テルが初めて器械出しを担当した。
北見と再会した際、つい昔のクセで「柊一くん」と呼んでしまい、それをテルと綾乃に聞かれてしまったため、その後複数回にわたって、テルは北見から（誤解も含め）殴られることになる。
倉橋暁星（くらはし ぎょうせい）
北見が研修医時代に担当した患者。心臓病を患って入院していた登山家。
北見と親しくなるが、北見の必死の看病も虚しく他界した。彼の死のショックから北見は執刀ミスを犯してしまい、それ以来、北見は患者とは一線を引いて接するようになる。
なお、北見は倉橋を救う最後の手段として、当時アメリカにいた安田にバチスタ手術を依頼しており、これが北見と安田が出会うきっかけとなった。しかし、安田が病院に到着する前に倉橋の容態が急変したため、彼の生命を救うことは叶わなかった。
身長183cm、体重72kg。6月12日に生まれ、10月4日に逝去した。血液型はO型。
鵜飼恭吾（うかい きょうご）
ネパールで日本人ガイドを務める男性。阪神・淡路大震災で慧をかばって重傷を負うが、蓮の手術と慧の機転で一命を取り留める。
大動脈弁閉鎖不完全を患っており、体内に機械弁を入れている。機械弁の交換のためにヴァルハラに入院し、当初は慧が執刀医を務める予定だったが、慧が四瑛会本院へ連れ去られてしまったため、テルが代わりに執刀した。後に四瑛会本院を訪れ、慧の手で検診を受けるが、その際、テルから頼まれて慧を励ました。
身長180cm、体重82kg。5月7日生まれで、血液型はO型。

### その他
安田里美（やすだ さとみ）
安田の妻で、元看護師。T大病院に勤務していた頃の北見の同僚で、当時は眼鏡を掛けていた。旧姓は「鈴木」。
リンパ浮腫の手術をするためにT大病院を訪れた安田のタクシー代を立て替えたのがきっかけで安田と知り合い、後に一緒に食事に行った際に意気投合し、現在に至る。安田との間には娘の有希（ゆうき）がいる。
大原大泰（おおはら たいぞう）
テルが住んでいるアパート「第二音羽荘」の管理人。ひげと和服が特徴的な男性。
テルに頼まれて、ヴァルハラに紛れ込んだコリーの「茶々」を飼っている。
山下浩司（やました こうじ）
雑誌記者。既婚者。
ヴァルハラに入院している大物政治家の特ダネ目的でやって来たが、テルに興味を示して取材を行い、あわよくばヴァルハラの医療ミスの記事を書こうと目論む。6年前に医師のいい加減な診断で父を亡くした過去を持ち、それ以来医師を信用していなかったが、妻がエスカレーターの転落事故で大動脈解離を発症し、偶然居合わせたテルが妻の言葉を信じて一命を取り留めたことで、テルに対し「6年前に会いたかったよ」と心の中で思いながら涙を流した。
KZ病院がヴァルハラの乗っ取りを図った時は、KZ病院の営利優先の実態を取材し、乗っ取り阻止に貢献する。
坪井ヤエ（つぼい ヤエ）
全国展開している讃岐うどんメーカーのトップ。
母親が四宮千栄の同級生だった縁で、自分と息子の親子2代を千栄に取り上げてもらい、また千栄には実の娘のように可愛がってもらっていた。
四瑛会本院でテルの治療を受け、テルを千栄と同じ「仁の心」を持った医者と評す。

## 用語
安田記念病院（やすだきねんびょういん）
安田潤司が竜宮市内の中古病院を買い取って設立した救急指定病院。医局は、外科・内科・麻酔科・脳外科・整形外科・形成外科・小児科・産婦人科・皮膚科・耳鼻科の10局あり、更に薬局も併設している。
院長の安田をはじめ名医が多数勤務しており、誠実で確実な治療から「ヴァルハラ（神々の座す処-かみがみのいますところ-）」の異名を持つ。スタッフの応対のよさ、病院の雰囲気、医療費の安さなどから患者の評判も高い。
開業以降、三応物産がメインスポンサーを務めていたが、三応物産がKZ病院に吸収合併されてからは、IT会社「SUMERAGI社」がメインスポンサーを務めている。
「沈黙のコロナ2020」では北見が院長職に就いている。
プロジェクト・ヴァルハラ
安田潤司が推進しているプロジェクト。学閥や年功序列に囚われない「理想の医療」を追求している。
第二世代（セカンドジェネレーション）
安田潤司や北見柊一をはじめとするヴァルハラの「第一世代」の後を継ぐ若手医師。
作中の登場人物では、真東輝、四宮慧、韮崎洋平、水島胡美、青木和彦が該当する。
四瑛会（しえいかい）
兵庫県神戸市を本拠地とする関西最大の医療法人。元は四栄病院という個人病院だったが、四宮千栄がこれを総合病院「四瑛病院」へと発展させ、四瑛会の基礎を築いた。現在は千栄の息子・龍奉が、グループのトップである「総帥」を務める。
医師別に階級ランクが定められており、下から「研修医」→「一般医師」→「第二医師」→「第一医師」→「部長」→「院長」→「会長」に区別され、厳格な上下関係を持つ。また、四宮家及び親族の医師は「金色のネームプレート」を持つことが許され、このネームプレートを持つ者は院内で相当な権威を持つ。
医師同士の階級や昇級争い、科の細分化とそれに伴うチームワークの欠如、営利優先の経営など様々な問題を抱えており、その現状を問題視する声も内部で上がっている。
四瑛館大学（しえいかんだいがく）
四瑛会が抱える医科大学。
四瑛会の医師は基本的にはこの大学の出身であるが、蓮は「地方の私立大学に過ぎない」と発言している。幼稚園からエスカレーターで進学できる模様。
会長選挙
作中で実施された、四宮凱の後任の四瑛会病院会長を決める選挙。四宮魁、四宮慧、氏家吾郎の3人が出馬し、最終的には慧が会長に当選する。
選挙戦の最中、それまで仲が険悪だった魁・烈・蓮・慧の4兄弟は和解し、慧が会長に就任すると、会長職の廃止と4兄弟による共同の病院運営が発表され、以降、四瑛会は大規模な組織改革に乗り出す。しかし、全ての筋道は蓮の策略であり、選挙戦を通して病院の持ち株の大半を手中に収めた連が実質的な経営権を握り、選挙戦後の四瑛会を支配することとなった。
竜宮市（りゅうぐうし）
日本のT県にある架空の都市。本作の舞台で、ヴァルハラもこの都市にある。
ゴッドハンド
「神の手」と称されるほどの技術や能力を持つ、超一流の名医を指す単語。作中では真東光介などが該当する。
全身科医（ジェネラリスト）
特定の分野を専門とするスペシャリストとは対照的に、全身を専門とする医者。
ヴァルハラは全身科医の育成に力を注いでいる。四瑛会では対照的にスペシャリストが優遇される傾向にある。
無縫（むほう）
手術痕がまったく残らない縫合術。真東光介が得意とする手術の一つで、これを施された患者は四宮蓮などが該当する。
天下航空機事故（てんかこうくうきじこ）
真東輝が幼少の頃に遭遇した事故。天下航空の航空機が迫路山に墜落し、真東光介をはじめ多くの乗客・乗務員が命を落とした。輝は父の心臓マッサージによって一命を取り留め、この事故の唯一の生存者となる。
KZ病院（KZホスピタル）
ケビン・ゼッターランド・久坂が経営する大手病院。アメリカに拠点を置いており、後に日本にも進出する。完全自由診療で、ホテルのような設備を持つ一方、高額な会員権を購入しないと利用することが出来ない。
ヴァルハラの買収を計画するが、山下浩司や皇稜斗の活躍により失敗。その後、スキャンダルから経営不振に陥り日本から撤退、アメリカでもバブル崩壊の影響を受けて廃業した。
T大病院
作中における日本の最高学府の大学病院。北見柊一と四宮慧の出身大学病院。
安田潤司曰く「T大出身者は自分が認めたものにしか懐かない」。
P大病院
真東光介がかつて勤務していた、全国的にも有名な大学病院。
J大病院
真東輝の出身大学病院。輝曰く「私立の三流大学」。
生命（レーベン）
SUMERAGI社が開発した、外科医育成用シミュレーションシステム。
鮮明な映像技術を駆使して、患者がその場にいるかのような高度なシミュレーションを可能としている。
3D電子カルテ
SUMERAGI社が開発した医療用システム。専用のペンでタッチパネルに書き込むと、モニターに症状をはじめとした患者のデータが表示される。また患者と医師の間でメールによる連絡を取ることも可能。
竜宮市ではヴァルハラを中心に全ての病院で導入されており、ネットワークで病院同士が繋がっている。また後に四瑛会や、ケビン・ゼッターランド・久坂がコンサルティングを手がけるアメリカの病院でも導入される。
シュガーミルクストロベリー
作中で真東輝や豊嶋元が愛飲している飲料。これを飲んだ北見柊一は「死ぬほど甘い」と評している。

## 書誌情報

### 単行本
おまけの4コマ漫画『ゴッ輝でポン!』、物語に登場した病気や医療器具の説明を描いた『What's it?!』に加え、物語の舞台裏を描いたカットや、週刊連載時には掲載されなかった没カットが収録されている。

### 漫画文庫
2006年より、講談社漫画文庫から文庫版が発売されている。文庫版では、書き下ろしとしてカットが一部修正・追加されている。
- 山本航暉 『ゴッドハンド輝』 講談社〈講談社漫画文庫〉、全31巻
  1. 2006年4月7日第1刷発行（同日発売）、ISBN 4-06-370311-8
  2. 2006年5月12日第1刷発行（同日発売）、ISBN 4-06-370320-7
  3. 2006年6月9日第1刷発行（同日発売）、ISBN 4-06-370324-X
  4. 2006年7月12日第1刷発行（同日発売）、ISBN 4-06-370328-2
  5. 2006年8月10日第1刷発行（同日発売）、ISBN 4-06-370332-0
  6. 2006年9月12日第1刷発行（同日発売）、ISBN 4-06-370344-4
  7. 2006年10月12日第1刷発行（同日発売）、ISBN 4-06-370363-0
  8. 2006年11月10日第1刷発行（同日発売）、ISBN 4-06-370378-9
  9. 2006年12月12日第1刷発行（同日発売）、ISBN 4-06-370392-4
  10. 2007年1月12日第1刷発行（同日発売）、ISBN 978-4-06-370402-0
  11. 2008年5月9日第1刷発行（同日発売）、ISBN 978-4-06-370544-7
  12. 2008年7月11日第1刷発行（同日発売）、ISBN 978-4-06-370562-1
  13. 2008年9月12日第1刷発行（同日発売）、ISBN 978-4-06-370579-9
  14. 2008年11月12日第1刷発行（同日発売）、ISBN 978-4-06-370598-0
  15. 2009年1月9日第1刷発行（同日発売）、ISBN 978-4-06-370612-3
  16. 2012年4月12日第1刷発行（同日発売）、ISBN 978-4-06-370843-1
  17. 2012年7月12日第1刷発行（同日発売）、ISBN 978-4-06-370849-3
  18. 2012年10月12日第1刷発行（同日発売）、ISBN 978-4-06-370850-9
  19. 2013年1月11日第1刷発行（同日発売）、ISBN 978-4-06-370851-6
  20. 2013年4月12日第1刷発行（同日発売）、ISBN 978-4-06-370852-3
  21. 2013年7月12日第1刷発行（同日発売）、ISBN 978-4-06-370853-0
  22. 2013年10月11日第1刷発行（同日発売）、ISBN 978-4-06-370854-7
  23. 2013年11月12日第1刷発行（同日発売）、ISBN 978-4-06-370855-4
  24. 2013年12月12日第1刷発行（同日発売）、ISBN 978-4-06-370856-1
  25. 2014年1月10日第1刷発行（同日発売）、ISBN 978-4-06-384955-4
  26. 2014年2月13日第1刷発行（同日発売）、ISBN 978-4-06-384962-2
  27. 2014年3月12日第1刷発行（同日発売）、ISBN 978-4-06-384963-9
  28. 2014年4月11日第1刷発行（同日発売）、ISBN 978-4-06-384964-6
  29. 2014年5月9日第1刷発行（同日発売）、ISBN 978-4-06-384976-9
  30. 2014年6月12日第1刷発行（同日発売）、ISBN 978-4-06-384977-6
  31. 2014年7月11日第1刷発行（同日発売）、ISBN 978-4-06-384978-3

### 講談社プラチナコミックス
テレビドラマの放送開始に伴い、連載初期の作品が講談社プラチナコミックスより発売された。
- 山本航暉 『ゴッドハンド輝』 講談社〈講談社プラチナコミックス〉、既刊21巻
  1. 「奇跡の手!ゴッドハンド登場!?」2009年3月25日第1刷発行（同日発売）、ISBN 978-4-06-374376-0
  2. 「多重玉突き事故発生!生命の戦場を駆けろ!!」2009年4月8日第1刷発行（同日発売）、ISBN 978-4-06-374384-5
  3. 「生命には値段がある!?KZ病院登場!!」2009年4月22日第1刷発行（同日発売）、ISBN 978-4-06-374391-3
  4. 「3日で3億!?ヴァルハラ、乗っ取りの危機!!」2009年5月13日第1刷発行（同日発売）、ISBN 978-4-06-374402-6
  5. 「伝説の外科医・真東光介の神業とは!?」2009年5月27日第1刷発行（同日発売）、ISBN 978-4-06-374410-1
  6. 「“神の子”!?ライバル四宮慧登場!!」2009年6月10日第1刷発行（同日発売）、ISBN 978-4-06-374422-4
  7. 「“神の子”の歪み!?四宮慧の抱える闇」2009年6月24日第1刷発行（同日発売）、ISBN 978-4-06-374430-9
  8. 「医師失格…!?誤診の恐怖と戦え!!」2009年7月8日第1刷発行（同日発売）、ISBN 978-4-06-374438-5
  9. 「執刀拒否…!!テルの致命的欠陥とは!?」2009年7月22日第1刷発行（同日発売）、ISBN 978-4-06-374448-4
  10. 「緊急事態発生!!手術室ジャック犯の要求は!?」2009年8月12日第1刷発行（同日発売）、ISBN 978-4-06-374448-4
  11. 「大手術7時間の壁!驚異のトップスピードに挑め!!」2009年8月26日第1刷発行（同日発売）、ISBN 978-4-06-374470-5
  12. 「医療ミス!?名医にかかる疑惑を解け!」2009年9月9日第1刷発行（同日発売）、ISBN 978-4-06-374481-1
  13. 「謎の天才医師の正体は!?四宮蓮、登場!」2009年9月23日第1刷発行（同日発売）、ISBN 978-4-06-374485-9
  14. 「ヴァルハラ激震!!巨大医療法人・四瑛会、現る!」2009年10月14日第1刷発行（同日発売）、ISBN 978-4-06-374485-9
  15. 「四瑛会竜宮病院編スタート!語られる過去の因縁」2010年5月26日第1刷発行（同日発売）、ISBN 978-4-06-374623-5
  16. 「ヴァルハラ孤立、兄弟対決!?四瑛会進出!」2010年6月23日第1刷発行（同日発売）、ISBN 978-4-06-374643-3
  17. 「ヴァルハラ包囲網!四瑛会の策略とは!?」2010年7月28日第1刷発行（同日発売）、ISBN 978-4-06-374660-0
  18. 「 外科医の頂を目指せ!新たなる地平へ!!」2010年8月25日第1刷発行（同日発売）、ISBN 978-4-06-374676-1
  19. 「どす黒い敵意!ヴァルハラ中傷サイト出現!!」2010年9月22日第1刷発行（同日発売）、ISBN 978-4-06-374688-4
  20. 「決断の時!ヴァルハラか!四瑛会か!」2010年10月27日第1刷発行（同日発売）、ISBN 978-4-06-374704-1
  21. 「夢を支えるもの 最強の全身科医を目指せ!」2010年11月24日第1刷発行（同日発売）、ISBN 978-4-06-374724-9

### 関連書籍
- 週刊少年マガジン編集部、山本航暉『ゴッドハンド輝 パーフェクトガイドヴァルハラ』 講談社〈KCデラックス〉、2004年4月16日第1刷発行（2004年4月16日発売[講 63]）、ISBN 4-06-334862-8
- 週刊少年マガジン編集部、山本航暉『ゴッドハンド輝 パーフェクトガイド ヴァルハラ』 講談社〈講談社漫画文庫〉、2010年3月12日第1刷発行（2010年3月12日発売[講 64]）、ISBN 978-4-06-370731-1
- 週刊少年マガジン編集部、山本航暉『ゴッドハンド輝 コンプリートディクショナリーヴァルハラ』 講談社〈KCデラックス〉、2010年3月17日第1刷発行（2010年3月17日発売[講 65]）、ISBN 978-4-06-375885-6

## テレビドラマ
TBS系列の土8で、2009年4月11日から5月16日まで連続ドラマとして放送。全6話。主演は平岡祐太で、平岡は本作が連続ドラマ初主演作となった。また主題歌は当初はONE OK ROCKの「Around ザ world 少年」となる予定だったが、放送開始直前にメンバーが逮捕される不祥事を起こしたためオリジナルサウンドトラックのインスト曲に急遽差し替えとなった。
プロデューサーの遠田孝一は、本作について「子供たちが見たかった医療ドラマを目指している」と語り、「戦隊もののような要素も入れた医師のヒーローものにしたい」と発言している。また主演の平岡は放送前の制作発表で「神の手を持つ輝は、CGによる変身するシーンもあって、アメリカンヒーローみたいです」とコメントしている。
ドラマ化に際して漫画から一部設定が変更されており、ドラマでは四宮慧は登場せず、代わりに四宮梢が輝のライバルを務める。また、KZ病院は四瑛会のバックアップを受けているという設定になっており、作中でケビンと蓮が対面するシーンがある。
2009年9月2日、DVD-BOXが発売された。

### キャスト

#### 安田記念病院（テレビドラマ）
- 真東輝（外科医） - 平岡祐太（幼少期：小室優太）
- 四宮梢（外科医） - 水川あさみ（幼少期：山田萌々香）
- 佐倉綾乃（看護師・器械出しのスペシャリスト） - 村川絵梨
- 西村学（外科医） - 荒木宏文
- 林直行（外科医） - 中林大樹
- 岩永修（麻酔科医・スリープマスター） - 長谷川朝晴
- 遠藤睦美（看護師） - 宮地雅子
- 川瀬めぐみ（看護師） - 朝倉あき
- 佐野令以子（看護師） - 林丹丹
- 乃木邦彦 - 八神蓮
- 長谷川香織 - 大久保麻理子
- 高橋さやか - 綾那
- 片岡貢（外科医） - 小林隆
- 北見柊一（外科部長・安田記念病院の実質No.2） - 別所哲也
- 安田潤司（院長） - 渡部篤郎

#### その他（テレビドラマ）
- 真東光介（輝の父・天才外科医・故人） - 寺脇康文（特別出演）
- 四宮蓮（四瑛会病院・四宮家三男・梢の兄） - 要潤（友情出演、幼少期：米本来輝[16]）
- 四宮凱 - 勝部演之[17]（第3話）
- 蘭木長船 - 手塚とおる（第3話・最終話）
- オープニングナレーション - 桐本琢也

#### ゲスト（テレビドラマ）
第1話
- 前田善光（民栄党幹事長・胆のう炎で入院している） - 西田健
- レスキュー隊員 - 吉家章人
- 少年（飛行機事故で重傷の少年） - 小林海人（第2話・第3話・最終話）
- 美香（手術直後の入院患者） - 大野百花（第2話）
- 清掃員 - 松本じゅん
- レポーター - 竹内香苗（TBSアナウンサー）
- 良子の両親 - 田村義晃[18]、辻しのぶ[19]
- 良子（観覧車の落下事故で大怪我して搬送される少女） - 松尾瑠璃
- 中脇樹人[20]、河野安郎、山本東、香取廣美、内田偉月、ハルカ・オース

第2話
- 古今亭師匠（入院患者） - 神田山陽（第3話・第4話）
- 下山天（財布を盗む不良少年） - 森岡龍[21]
- 祐二（武の友人・突然腹部の痛みを訴える） - 村上一志
- 黒田光一 - 松島庄汰[22]（第3話）
- 武（右腕を負傷して搬送される高校生） - 小野寺政幸
- 財布を盗まれる患者 - 五月晴子

第3話
- 矢口稔彦（メジャーからもオファーのある高校球児・ピッチャー） - 佐野和真
- 矢口稔（稔彦の父・元革細工職人・借金を作って蒸発している） - 小倉久寛
- 野球部監督 - 大西武志
- 竜太の両親 - 菊原祐太朗[23]、正木佐和[24]
- 会社員 - 村田啓治、鈴木誠克[25]
- 石黒竜太（自転車の競技中に怪我をして搬送される少年） - 桑代貴明
- 菊口富雅、服部博行、中村健彦、渡部司

第4話
- 皇稜斗（人気ゲームの開発者） - 髙嶋政宏（最終話）
- 皇聡子（稜斗の妻・妊娠中） - 渋谷琴乃
- 皇海斗（稜斗と聡子の息子） - 伊澤柾樹
- ムラセ（自分が癌だと思い込んでいる患者） - 川渕良和[26]
- 手術の見学者 - 北見誠、唐沢民賢、原田知幸
- 水月舞[27]

第5話
- ケビン・ゼッターランド・久坂（KZ病院院長・元医師） - マイケル富岡（最終話、幼少期：リポス希武）
- 佐竹梓（ケビンの秘書） - 金子さやか（最終話）
- 大原岩雄（KZ病院のエントランスで心停止する男性） - 丸岡奨詞
- 救急隊員 - 下塚恭平[28]（最終話）
- 入院患者（この病院は大丈夫なのかと輝に詰め寄る患者） - 藤崎卓也
- KZ病院看護師 - 鈴木麻衣花[29]（最終話）
- 入院患者 - 針原滋[30]
- 少年（ジャングルジムから落下して搬送される少年） - 長島暉実
- 劇中CMナレーション - 御崎朱美
- 下川真矢（最終話）、箭内正吾（最終話）、河井護（最終話）[31]、山口みよ子、水紀百恵、松山尚子

最終話
- テラオ（KZ病院に転院した慢性呼吸障害のある患者） - 山田百貴
- タケシ（KZ病院職員の息子） - 加藤翼
- タケシの母（KZ病院職員） - 吉本菜穂子[32]
- KZ病院医師（テラオの担当医） - 中村まこと[33]
- KZ病院職員 - かなやす慶行
- アメリカの救急隊員 - BASSIM、Matthew South
- ケビンの母 - Vera Zatochkina

### スタッフ
- 原作：山本航暉
- 脚本：深沢正樹、飯田譲治
- 音楽：池頼広
- 撮影：池田英孝、杉村正規
- VE：軒名秀明
- 照明：磯部大和
- 音声：佐内康裕
- MA：本橋純一
- 編集：富永孝
- EED：荻原隆司
- CG：奥田圭一、相川はじめ、松井証弘
- 選曲：石井和之
- 音響効果：竹嶋あゆみ
- 美術プロデュース：津留啓亮
- デザイン：根本研二
- 美術進行：杉山貴直
- 装飾：佐竹論
- 大道具：宮本昌和
- 操作：坂井貴浩
- 建具：船岡英明
- アクリル装飾：早坂健太郎
- 車輌：太田敬三
- 植木装飾：後藤健
- 美術造型：松井裕一
- メイク：南部美年
- 衣装：池田友紀
- スタイリスト：風間啓子
- 医療監修：原田知幸
- 看護指導：石田喜代美
- 協力：池田屋、フジアール、日音、スポット 、ロケット、ブル 、バウムレーベン、テレフィット、イレブングラフィックス
- 音楽コーディネート：溝口大悟、水田大介
- 宣伝企画：秋山真人
- 番組宣伝：石田孝宏
- スチール：大竹昌之
- インターネット：廣野由美、西山克保
- メイキング：磯原幸道
- 編成：秤淳一郎、竹中優介
- スケジュール：八木一介
- 助監督：日比野朗
- 医療担当：吉原通克
- 製作担当：市川幸嗣
- 製作主任：星雅晴
- アクションコーディネート：田淵景也
- パイロット指導：土井厚、清水保俊
- ボトルシップ指導：秦鐘治
- 記録：河野ひでみ
- プロデュース補：山本喜彦
- 演出：下山天、塚本連平
- プロデュース：遠田孝一、清水真由美
- 製作：TBS、MMJ

### サブタイトル
| 各話                                           | 放送日        | サブタイトル(放送時)                   | サブタイトル（ラテ欄）                                                  | 脚本     | 演出     | 視聴率 |
| ---------------------------------------------- | ------------- | -------------------------------------- | ----------------------------------------------------------------------- | -------- | -------- | ------ |
| Vol.1                                          | 2009年4月11日 | 生命（いのち）の叫びが聞こえる         | 航空機墜落!! 新米医師が挑む 奇跡の手術の物語が今、始まる!!              | 深沢正樹 | 下山天   | 8.0%   |
| Vol.2                                          | 2009年4月18日 | 生命（いのち）のリミットまで残り10分!! | 散弾銃暴発!! 死までのリミット残り10分!! 新米天才医師解雇!?              | 飯田譲治 | 下山天   | 8.1%   |
| Vol.3                                          | 2009年4月25日 | 天才投手の夢を守れ!                    | 手術室に暴漢乱入!! 親指切断!? 絶体絶命の天才球児に秘められた悲しい過去  | 深沢正樹 | 塚本連平 | 10.1%  |
| Vol.4                                          | 2009年5月2日  | 守れ! 小さな生命の絆                   | 母と子の命を救え! 前代未聞の難手術に挑む もう一人のゴッドハンド!!       | 飯田譲治 | 下山天   | 8.5%   |
| Vol.5                                          | 2009年5月9日  | ヴァルハラ崩壊…消えゆく夢              | 病院買収! 侵略者の謀略に裏切り者続出! 最大の危機を招く敵の正体は…       | 深沢正樹 | 塚本連平 | 8.8%   |
| Vol.6 （最終回）                               | 2009年5月16日 | どんな命でも絶対救ってみせる!          | 工場爆発!! 病院経営者の悲惨な過去! 病院崩壊を前に輝が最後のオペに挑む!! | 深沢正樹 | 下山天   | 8.8%   |
| 平均視聴率8.7%（ビデオリサーチ調べ・関東地区） |               |                                        |                                                                         |          |          |        |

### サウンドトラック
2009年5月13日、サウンドトラックCDがリリースされた。
収録曲
- 全ての曲は池頼広が作曲・編曲

1. Heart on fire
2. God Hand
3. 神の頂
4. 天運
5. 命の灯
6. 対峙
7. 遠い過去
8. 親心
9. チームワーク
10. 神眼力
11. 冷凍のメス
12. 善意の底
13. 命の戸惑い
14. 決断の後に
15. ムードメーカー
16. 友と勇気
17. 救われる時
18. 闇の色
19. 成長の証
20. 呼んでないよ?

## 備考
- 『週刊少年マガジン』2000年33号に掲載された読切は、単行本第1巻に「序章」として掲載されている。連載開始当初は読切の設定が受け継がれていたが、途中から読切の設定はなかったことになっている。
- 『週刊少年マガジン』2006年21・22合併号で「トッキュー!!」とのコラボ漫画が掲載された。単行本では第31巻に収録されている。
- 2009年4月6日から19日まで、赤坂サカスのイベント「花Sacas」に、ドラマ「ゴッドハンド輝」のUFOキャッチャーが設置された[34]。
- ドラマ「ゴッドハンド輝」の最終話がTBSで放送された2009年5月16日、日本テレビ系列のドラマ「ザ・クイズショウ」で「ゴッドハンド雅」というパロディドラマが流れた。